# عبد القادر غوقة
عبد القادر غوقة دبلوماسي ليبي تولى منصب سفير ليبيا في لبنان. انتخب في 16 نيسان عام 2009 رئيساً للمؤتمر القومي العربي خلفاً للدكتور خير الدين حسيب.

## مناصب ومهام تولاها
- القيام بمهام جهادية وثورية داخل الأراضي الجزائرية أثناء حرب التحرير.
- سكرتير عام لجنة نصرة الشعب الجزائري من 1956 - 1963 م.
- نائب القائد العام لحركة كشاف ليبيا 1958 م.
- محرر بجريدة البلاغ الليبية 1963 م.
- العمل والمساهمة في تأسيس حركة فتح بقيادة ياسر عرفات 1963 م.
- سكرتير لجنة نصرة فلسطين 1963 م.
- المسؤول عن القسم العربي بإذاعة الجزائر المستقلة 1963 م.
- مدير مدرسة العمال الليلية 1967 م.
- عضو اللجنة الأولمبية الليبية 1968 م.
- مدير الضمان الاجتماعي في بنغازي 1968 م.
- مراقب عام وزارة العمل والشؤون الاجتماعية 1969 م.
- عضو لجنة التوعية الشعبية 1970 م.
- محافظ مدينة درنة 1971 م.
- وزير الإعلام في اتحاد الجمهوريات العربية 1972 م.
- سفير الجمهورية العربية الليبية في لبنان 1973 - 1975 م.
- عضو مؤسس لمركز دراسات الوحدة العربية 1975 م وحتى الآن.
- سفير الجمهورية العربية الليبية في مصر 1976 م.
- سفير ليبيا في دولة الإمارات العربية المتحدة 1978 م.
- عضو اللجنة الشعبية للمكتب الشعبي بالقاهرة 1981 م.
- عضو مؤسس في المؤتمر القومي العربي 1989 م.
- عضو مؤسس في المؤتمر القومي الإسلامي 1996 م.
- الأمين العام للمؤتمر القومي العربي 2010 م.
- عضو رابطة الطلبة العرب الوحدويين الناصريين.
- عضو أمانة العامة لمخيمات الشباب القومي.
- عضو المؤتمر العربي والدولي للتضامن.
- عضو في لجنة جائزة جمال عبد الناصر.
- عضو مؤسس في المؤتمر العربي الإسلامي لدعم المقاومة.